# Budaklı (Karaçoban)
Budaklı (früher Leppudağ) ist ein Dorf im Landkreis Karaçoban der türkischen Provinz Erzurum. Budaklı liegt etwa 154 km südöstlich der Provinzhauptstadt Erzurum und 20 km südwestlich von Karaçoban. Budaklı hatte laut der letzten Volkszählung 623 Einwohner (Stand Ende Dezember 2010). Die Bevölkerung besteht hauptsächlich aus Osseten.